# Jazz Air
Jazz Air LP  is een Canadese regionale luchtvaartmaatschappij die is gevestigd in Halifax Regional Municipality, op de Luchthaven van Halifax in Enfield (Nova Scotia).
Het is Canada's grootste regionale luchtvaartmaatschappij die 84 bestemmingen in Canada en de Verenigde staten van vluchten voorziet. Jazz Air hubs zijn:
Toronto Pearson International Airport, Vancouver International Airport, Montréal-Pierre Elliott Trudeau International Airport en Calgary International Airport.

## Geschiedenis
Op 28 augustus 2008 maakt het bekend, als een van de eerste luchtvaartmaatschappijen, om de reddingsvesten te schrappen. Dit in verband met de hoge kerosineprijzen. Omdat de vliegtuigen van de maatschappij niet verder dan vijftig zeemijl buiten de kust komen, is dat wettelijk toegestaan.

## Vloot
| Vliegtuigen             | Totaal | Passagiers (Executieve*/Economy) | Opmerkingen          |
| ----------------------- | ------ | -------------------------------- | -------------------- |
| Bombardier CRJ 200ER    | 16     | 50                               |                      |
| Bombardier CRJ 705(CRA) | 16     | 75 (10/65)                       | AVOD in alle stoelen |
| Bombardier Dash 8 100   | 31     | 37                               | Twin-Turboprop       |
| Bombardier Dash 8 300   | 28     | 50                               | Twin-Turboprop       |
| Bombardier Q400 NextGen | 37     | 74                               |                      |

### Historische vloot
| Vliegtuig                     | Totaal | Jaar van pensioen |
| ----------------------------- | ------ | ----------------- |
| British Aerospace BAe 146-200 | 10     | 2004/2005         |
| Fokker F28                    | 28     | 2002/2003         |